# بیل کومری
بیل کومری (انگلیسی: Bill Comrie؛ زادهٔ ۲۹ ژوئن ۱۹۵۰) ورزشکار و کارآفرین اهل کانادا است، که در سال ۱۹۷۱ شرکت بریک کورپوریشن را تأسیس کرد.